# Javor mléč v Pelhřimově
Javor mléč v Pelhřimově (Acer platanoides) je památný strom, který roste v Pelhřimově v muldě nad ulicí Radětínská, asi 400 metrů severně od historického centra Pelhřimova (od Masarykova náměstí), u jihozápadního okraje Městských sadů, číslo parcely 3150/14.

## Základní údaje
- název: Javor mléč v Pelhřimově
- výška: neuvedena
- obvod: neuveden
- věk: neuveden
- nadmořská výška: velmi přibližně 500 metrů
- umístění: kraj Vysočina, okres Pelhřimov, obec Pelhřimov, část obce Pelhřimov, lokalita Městské sady

## Poloha, popis a stav stromu
Javor roste poměrně nedaleko od centra (asi 400 metrů), v muldě, která se mírně zvedá od ulice Radětínská (v databázi památných stromů uvedeno Radečínská) západní směrem (k zahradnímu centru a ulici bez jména). Mulda bezprostředně navazuje na Městské sady, tento prosto však již není udržován a mulda je poměrně zarostlá náletovými dřevinami. Strom roste na svahu pod severní hranou muldy (pod garážemi u ulice Sdružená). Strom je dobrém stavu.

## Městské sady Pelhřimov
Městské sady v Pelhřimově se rozkládají na severním okraji Pelhřimova, jejich současná rozloha je téměř 18 hektarů. Mají protáhlý tvar od jihu k severu, podél říčky Bělá (přítok Hejlovky) a plynule přecházejí v přírodní údolí říčky Bělé, které asi kilometr od Pelhřimova překračuje velký most na silnici I/19.
O založení Městských sadů se zasloužil Spolek pro zakládání sadů a krášlení města, který byl založen roku 1880. Úpravy spočívající v odbahnění a z větší částí vysušení bývalého Soukenického rybníka, úpravy břehů, vybudování přístupových cest a osazení lavičkami trvaly několik let. O více než dva hektary, do současné rozlohy, byly sady rozšířeny v roce 1908. V roce 1924 byla dokončena regulace říčky Bělé, která zamezila častým záplavám. V roce 1927 byla dokončena úprava terénu na bývalém rybníku: bylo zde zřízeno dětské hřiště a nový hudební pavilón.
Městské sady jsou dobře přístupné od jihu (od centra města): buď právě z ulice Radětínská nebo z ulice K tenisu (zde se nachází rozcestník značených turistických cest Pelhřimov – městské sady). Parkem prochází červená turistická trasa, cyklotrasa č. 1223 a také naučná stezka Městské sady. Ta vznikla v roce 2003, má delku přibližně 3 kilometry a je na ní 12 zastavení, přičemž zastavení č. 1 se nachází opět v Radětínské ulici, jen asi 50 metrů od památného javoru.

## Další památné stromy v Pelhřimově
V nepříliš vzdáleném okolí se nachází několik dalších památných stromů.
- Dvě lípy srdčité v Pelhřimově: nachází se rovněž na okraji Městských sadů, přibližně 100 metrů severně od javoru v téže lokalitě a asi 500 metrů od centra města.
- Jilm horský v Pelhřimově: roste v bezprostřední blízkosti křižovatek ulic Fibichova a Řemenovská, asi 600 metrů jihovýchodním směrem od javoru.[3]
- Lípy u křížku dvě lípy malolisté se nachází u křižovatky ulic plk. Švece a F. Bílka, na západním okraji Pelhřimova, asi 900 metrů západně od centra (Masarykovo náměstí) a přibližně 1 kilometr od javoru.
- Javorová alej: pěkná alej celkem 41 javorů vede podél ulice Javorová, na jihozápadním okraji Pelhřimova, asi 1,4 kilometru od historického centra a asi 1,8 kilometru od javoru.

## Fotogalerie

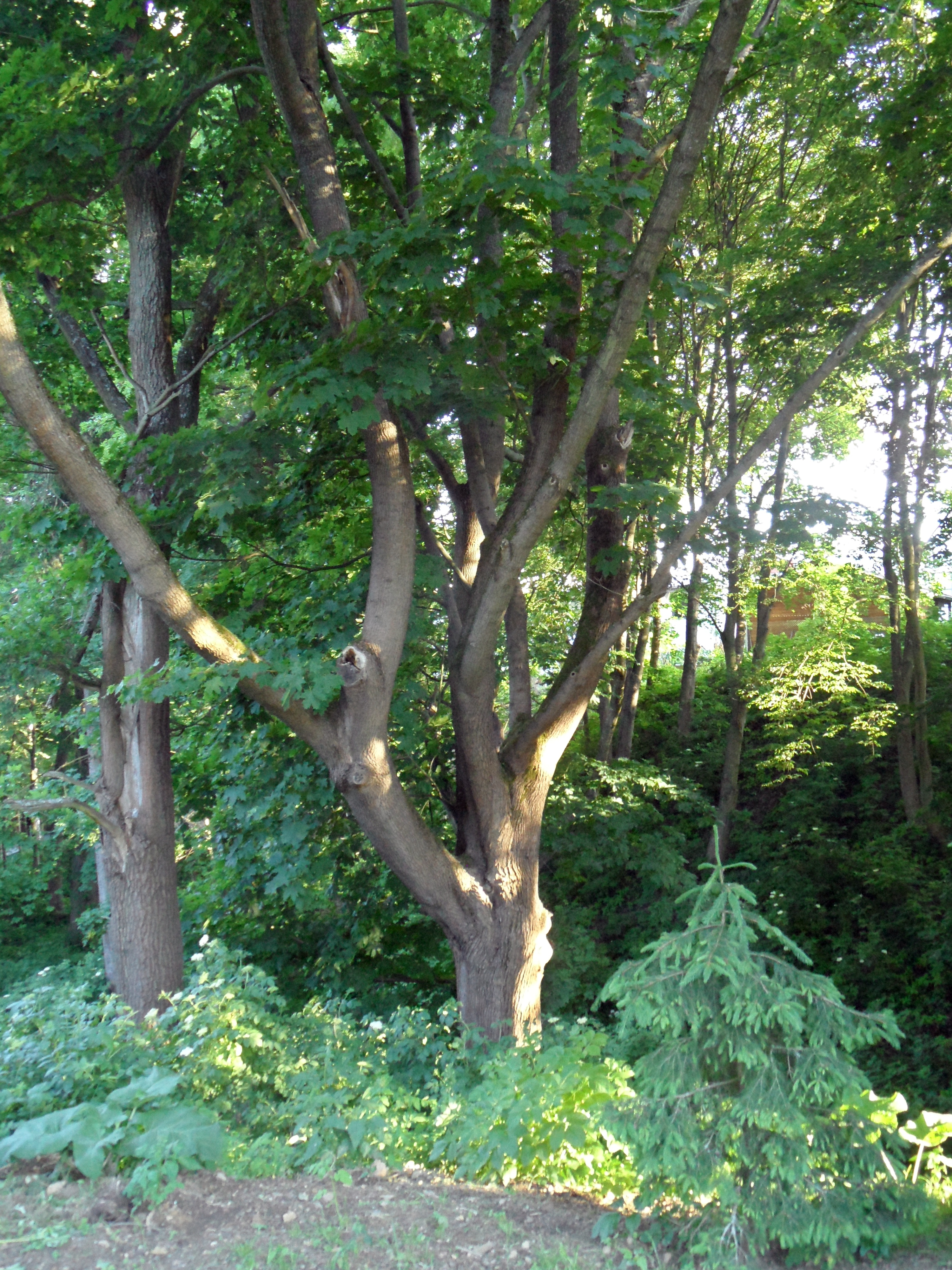
Pohled od severu (od garáží)
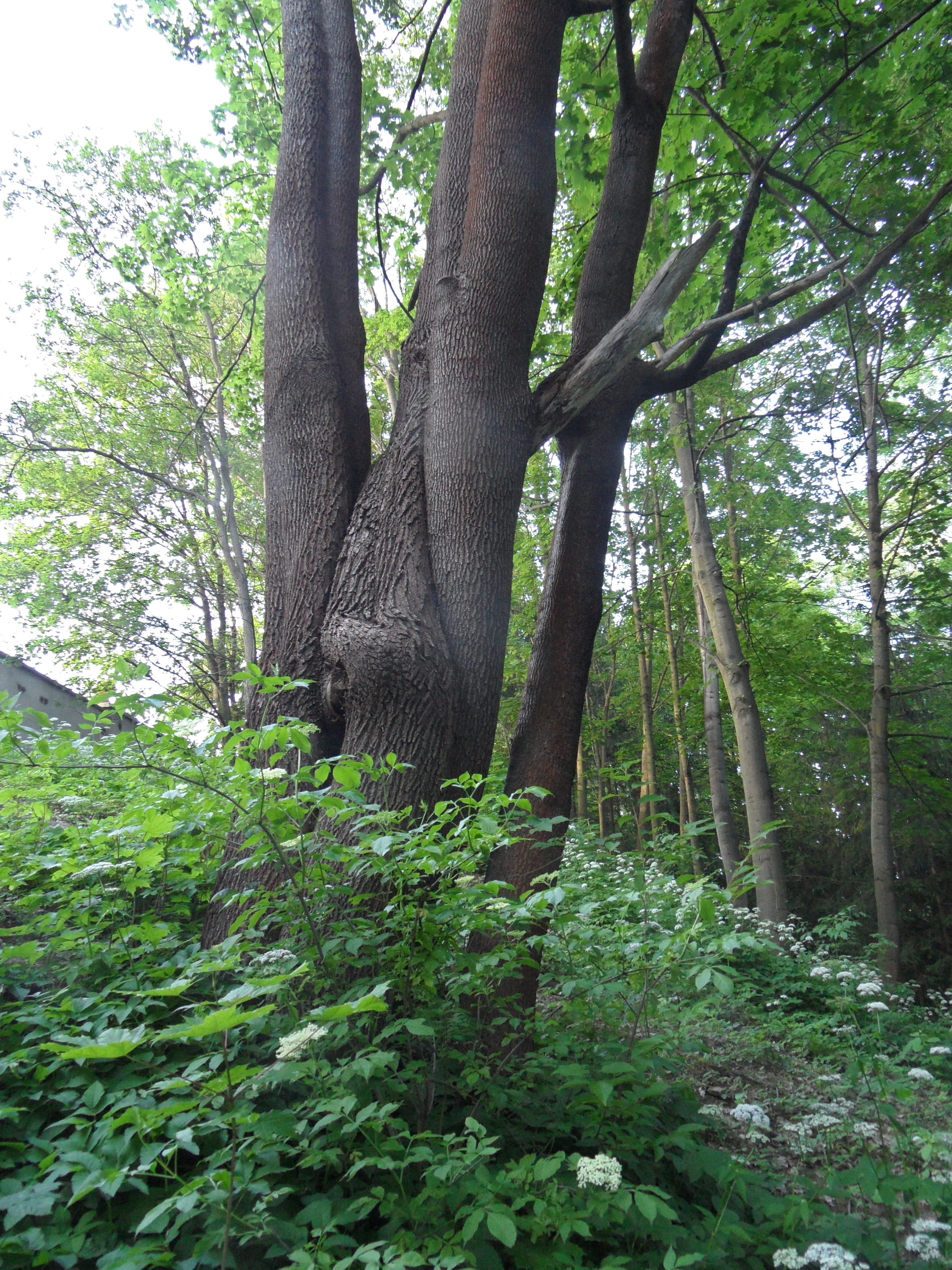
Polodetail kmene a hlavních větví
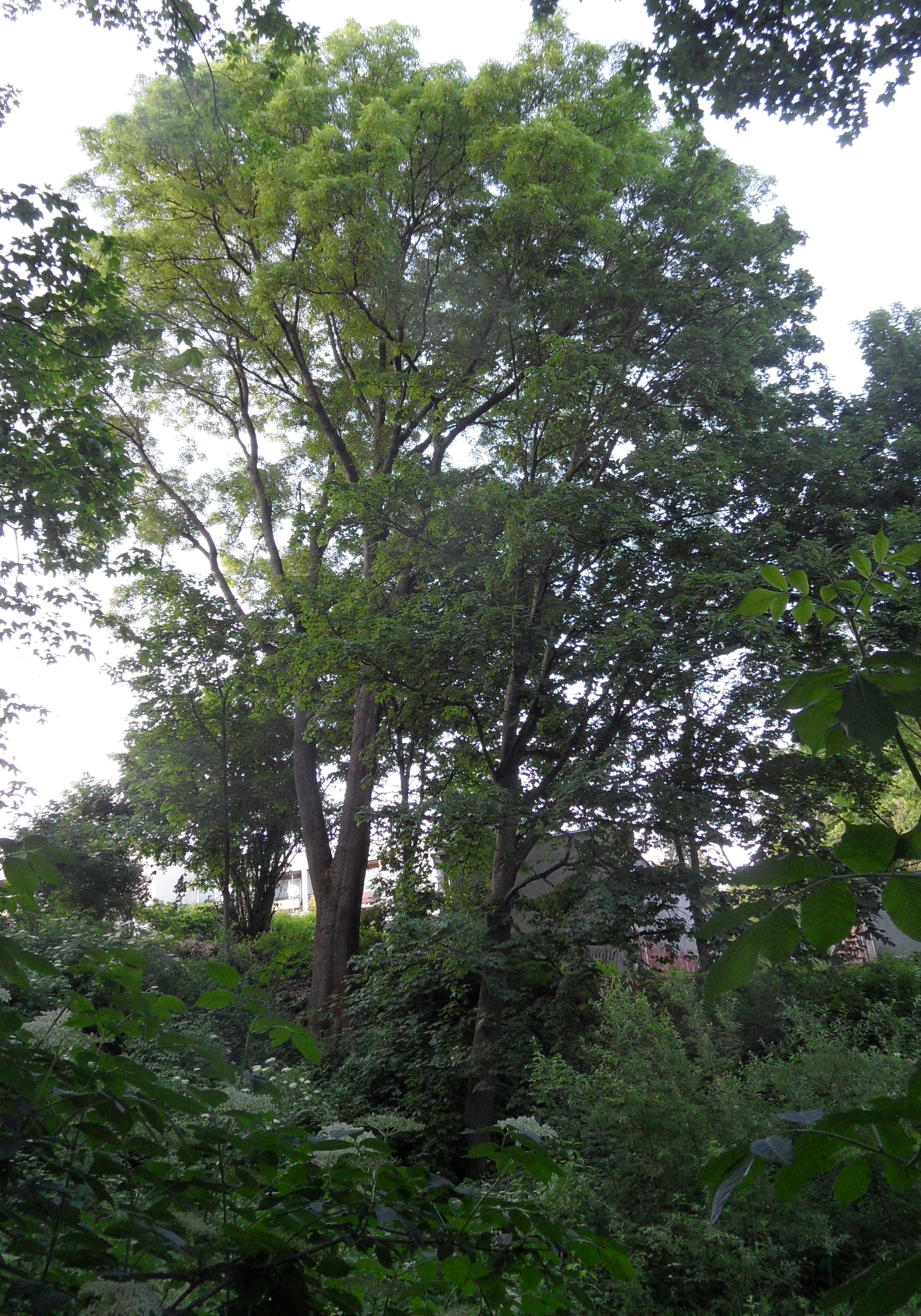
Mezi okolním hustým porostem